# Wittendörp
Wittendörp là một đô thị ở huyện Ludwigslust bang Mecklenburg-Vorpommern, Đức. Đô thị này có diện tích 104,37 km², dân số thời điểm 31 tháng 12 là 3057 người. Đô thị này có khoảng cách khoảng 25 km về phía tây của Schwerin và giáp huyện Nordwestmecklenburg về phía bắc. Sông Schilde chảy qua Wittendörp.